# Campionato mondiale di hockey su ghiaccio 1965
Il 32º Campionato mondiale di hockey su ghiaccio, valido anche come 43º campionato europeo di hockey su ghiaccio, si tenne nel periodo fra il 4 e il 14 marzo 1965 in Finlandia, nella città di Tampere. Questa fu la prima volta in assoluto che il paese scandinavo organizzò i mondiali, nonostante originariamente l'organizzazione del torneo fosse stata affidata alla capitale Helsinki. Per la prima volta fu organizzato un sistema di promozioni e retrocessioni fra il Gruppo A ed il Gruppo B.
Prima dell'inizio del torneo si svolsero alcune partite di qualificazione per determinare il quadro delle partecipanti nel Gruppo A e in quello B, composti da otto nazionali ciascuno. Così come successo nelle edizioni precedenti il mondiale di Gruppo A fu dominato dalla nazionale dell'Unione Sovietica, capace di vincere tutte e sette le partite, mentre la medaglia d'argento fu vinta dalla Cecoslovacchia, seguita al terzo gradino del podio dalla Svezia; i padroni di casa della Finlandia conclusero il torneo al settimo posto, mentre la Norvegia ottava classificata fu retrocessa nel Gruppo B. Il Gruppo B si giocò invece nelle città di Turku, Rauma e Pori, e fu vinto dalla Polonia, la quale guadagnò l'accesso al Gruppo A nel mondiale del 1966. Prima dell'inizio del raggruppamento la Romania si ritirò dall'evento, lasciando il gruppo ridotto a sette squadre.

## Qualificazioni

### Gruppo A

#### Primo turno
| Augusta 18 dicembre 1964 | Germania Ovest | 2 – 8 (1-2; 0-2; 1-4) | Svizzera |  |

| Berna 20 dicembre 1964 | Svizzera | 2 – 7 (0-2; 1-4; 1-1) | Germania Ovest |  |

| Ginevra 3 gennaio 1965 | Svizzera | 6 – 7 (1-3; 4-2; 1-2) | Germania Ovest |  |

#### Secondo turno
| Rauma 2 marzo 1965 | Norvegia | 5 – 4 (4-2; 0-1; 1-1) | Germania Ovest |  |

La Norvegia si qualificò al Gruppo A, mentre la Germania Ovest e la Svizzera disputarono il Gruppo B.

### Gruppo B
| Genova 19 novembre 1964 | Italia | 2 – 3 (0-0; 1-1; 1-2) | Ungheria |  |

| Budapest 26 novembre 1964 | Ungheria | 2 – 2 (1-0; 1-1; 0-1) | Italia |  |

| Londra 5 dicembre 1964 | Regno Unito | 8 – 2 (1-1; 3-1; 4-0) | Francia |  |

| Boulogne-Billancourt 12 dicembre 1964 | Francia | 3 – 2 (0-0; 1-0; 2-2) | Regno Unito |  |

L'Ungheria e il Regno Unito si qualificarono al Gruppo B, mentre l'Italia e la Francia si qualificarono al torneo preliminare del Gruppo B del 1966.

## Campionato mondiale Gruppo A

### Girone finale
| Tampere 4 marzo 1965, ore 15:00 | Cecoslovacchia | 5 – 1 (1-0; 2-1; 2-0) | Germania Est | Hakametsä (6.238 spett.) |

| Tampere 4 marzo 1965, ore 18:30 | Svezia | 5 – 2 (2-1; 2-0; 1-1) | Stati Uniti | Hakametsä (4.515 spett.) |

| Tampere 4 marzo 1965, ore 21:30 | Finlandia | 4 – 8 (0-3; 2-1; 2-4) | Unione Sovietica | Hakametsä (4.407 spett.) |

| Tampere 5 marzo 1965, ore 15:00 | Unione Sovietica | 14 – 2 (5-0; 4-1; 5-1) | Norvegia | Hakametsä (2.936 spett.) |

| Tampere 5 marzo 1965, ore 18:30 | Germania Est | 1 – 5 (1-2; 0-1; 0-2) | Svezia | Hakametsä (2.533 spett.) |

| Tampere 5 marzo 1965, ore 21:30 | Finlandia | 0 – 4 (0-1; 0-1; 0-2) | Canada | Hakametsä (3.631 spett.) |

| Tampere 6 marzo 1965, ore 15:00 | Canada | 6 – 0 (3-0; 1-0; 2-0) | Norvegia | Hakametsä (3.656 spett.) |

| Tampere 6 marzo 1965, ore 18:30 | Cecoslovacchia | 12 – 0 (2-0; 4-0; 6-0) | Stati Uniti | Hakametsä (6.266 spett.) |

| Tampere 7 marzo 1965, ore 18:30 | Germania Est | 0 – 8 (0-4; 0-1; 0-3) | Unione Sovietica | Hakametsä (6.589 spett.) |

| Tampere 7 marzo 1965, ore 21:30 | Finlandia | 2 – 2 (1-0; 0-1; 1-1) | Svezia | Hakametsä (9.626 spett.) |

| Tampere 8 marzo 1965, ore 18:30 | Cecoslovacchia | 9 – 2 (4-2; 4-0; 1-0) | Norvegia | Hakametsä (2.761 spett.) |

| Tampere 8 marzo 1965, ore 21:30 | Canada | 5 – 2 (0-0; 2-0; 3-2) | Stati Uniti | Hakametsä (4.185 spett.) |

| Tampere 9 marzo 1965, ore 18:30 | Germania Est | 7 – 4 (2-2; 3-1; 2-1) | Stati Uniti | Hakametsä (2.920 spett.) |

| Tampere 9 marzo 1965, ore 21:30 | Finlandia | 4 – 1 (2-0; 1-0; 1-1) | Norvegia | Hakametsä (8.096 spett.) |

| Tampere 10 marzo 1965, ore 15:00 | Canada | 8 – 1 (4-0; 2-1; 2-0) | Germania Est | Hakametsä (5.437 spett.) |

| Tampere 10 marzo 1965, ore 18:30 | Svezia | 3 – 5 (2-0; 0-2; 1-3) | Unione Sovietica | Hakametsä (8.395 spett.) |

| Tampere 10 marzo 1965, ore 21:30 | Finlandia | 2 – 5 (1-1; 0-2; 1-2) | Cecoslovacchia | Hakametsä (8.492 spett.) |

| Tampere 11 marzo 1965, ore 15:00 | Svezia | 10 – 0 (1-0; 6-0; 3-0) | Norvegia | Hakametsä (4.194 spett.) |

| Tampere 11 marzo 1965, ore 18:30 | Stati Uniti | 2 – 9 (0-2; 0-5; 2-2) | Unione Sovietica | Hakametsä (6.590 spett.) |

| Tampere 11 marzo 1965, ore 21:30 | Canada | 0 – 8 (0-1; 0-2; 0-5) | Cecoslovacchia | Hakametsä (10.200 spett.) |

| Tampere 12 marzo 1965, ore 18:30 | Germania Est | 5 – 1 (3-1; 2-0; 0-0) | Norvegia | Hakametsä (4.970 spett.) |

| Tampere 12 marzo 1965, ore 21:30 | Finlandia | 0 – 4 (0-0; 0-1; 0-3) | Stati Uniti | Hakametsä (9.601 spett.) |

| Tampere 13 marzo 1965, ore 15:00 | Cecoslovacchia | 1 – 3 (0-2; 0-0; 1-1) | Unione Sovietica | Hakametsä (9.731 spett.) |

| Tampere 13 marzo 1965, ore 18:30 | Canada | 4 – 6 (1-1; 1-4; 2-1) | Svezia | Hakametsä (9.319 spett.) |

| Tampere 13 marzo 1965, ore 21:30 | Finlandia | 2 – 3 (2-2; 0-0; 0-1) | Germania Est | Hakametsä (9.600 spett.) |

| Tampere 14 marzo 1965, ore 12:00 | Stati Uniti | 8 – 6 (4-1; 0-2; 4-3) | Norvegia | Hakametsä (4.176 spett.) |

| Tampere 14 marzo 1965, ore 15:00 | Cecoslovacchia | 3 – 2 (3-1; 0-1; 0-0) | Svezia | Hakametsä (9.801 spett.) |

| Tampere 14 marzo 1965, ore 18:30 | Canada | 1 – 4 (0-0; 1-2; 0-2) | Unione Sovietica | Hakametsä (10.100 spett.) |

| Pos. |                  | PG | V | N | P | GF | GS | DR  | Pt |
| 1.   | Unione Sovietica | 7  | 7 | 0 | 0 | 51 | 13 | +38 | 14 |
| 2.   | Cecoslovacchia   | 7  | 6 | 0 | 1 | 43 | 10 | +33 | 12 |
| 3.   | Svezia           | 7  | 4 | 1 | 2 | 33 | 17 | +16 | 9  |
| 4.   | Canada           | 7  | 4 | 0 | 3 | 28 | 21 | +7  | 8  |
| 5.   | Germania Est     | 7  | 3 | 0 | 4 | 18 | 33 | -15 | 6  |
| 6.   | Stati Uniti      | 7  | 2 | 0 | 5 | 22 | 44 | -22 | 4  |
| 7.   | Finlandia        | 7  | 1 | 1 | 5 | 14 | 27 | -13 | 3  |
| 8.   | Norvegia         | 7  | 0 | 0 | 7 | 12 | 56 | -44 | 0  |

### Graduatoria finale
| Pos | Squadra          |
| --- | ---------------- |
|     | Unione Sovietica |
|     | Cecoslovacchia   |
|     | Svezia           |
| 4   | Canada           |
| 5   | Germania Est     |
| 6   | Stati Uniti      |
| 7   | Finlandia        |
| 8   | Norvegia         |

| Promossa nel Gruppo A:   | Polonia  |
| Retrocessa nel Gruppo B: | Norvegia |

| Campione del mondo di hockey su ghiaccio 1965 |
| Unione Sovietica 5º titolo                    |

| Pos | Squadra          | Formazione |
| --- | ---------------- | --- |
|     | Unione Sovietica | Viktor Konovalenko, Viktor Zinger, Viktor Kuz'kin, Vitalij Davydov, Aleksandr Ragulin, Ėduard Ivanov, Vladimir Brežněv, Konstantin Loktev, Aleksandr Al'metov, Veniamin Aleksandrov, Boris Majorov, Vjačeslav Staršinov, Anatolij Jonov, Leonid Volkov, Viktor Jakušev, Anatolij Firsov, Jurij Volkov             |
|     | Cecoslovacchia   | Vladimír Dzurilla, Vladimír Nadrchal, Rudolf Potsch, František Tikal, Jozef Čapla, Jan Suchý, Jaromír Meixner, Stanislav Prýl, Václav Nedomanský, Josef Černý, František Ševčík, Jozef Golonka, Jaroslav Jiřík, Jan Klapáč, Jaroslav Holík, Jiří Holík, Zdeněk Kepák                                              |
|     | Svezia           | Leif Holmqvist, Kjell Svensson, Gert Blomé, Nils Johansson, Eilert Määttä, Bert-Ola Nordlander, Roland Stoltz, Lennart Svedberg, Anders Andersson, Tord Lundström, Lars-Eric Lundvall, Nisse Nilsson, Ronald Pettersson, Lars-Åke Sivertsson, Sven Tumba Johansson, Håkan Wickberg, Carl-Göran Öberg, Uno Öhrlund |

### Riconoscimenti
Riconoscimenti individuali
| Premio             | Giocatore           |
| ------------------ | ------------------- |
| Miglior portiere   | Vladimír Dzurilla   |
| Miglior difensore  | František Tikal     |
| Miglior attaccante | Vjačeslav Staršinov |

All-Star Team
| Attacco:  | Aleksandr Al'metov - Jaroslav Jiřík - Konstantin Loktev |
| Difesa:   | Aleksandr Ragulin - František Tikal                     |
| Portiere: | Vladimír Dzurilla                                       |

### Campionato europeo
Il torneo fu valido anche per il 43º campionato europeo e venne utilizzata la graduatoria finale del campionato mondiale per determinare le posizioni del torneo continentale; la vittoria andò per la nona volta all'Unione Sovietica, vincitrice del titolo mondiale.
| Pos | Squadra          |
| --- | ---------------- |
|     | Unione Sovietica |
|     | Cecoslovacchia   |
|     | Svezia           |
| 4   | Germania Est     |
| 5   | Finlandia        |
| 6   | Norvegia         |

## Campionato mondiale Gruppo B
| Turku 4 marzo 1965 | Svizzera | 7 – 3 (3-0; 2-0; 2-3) | Austria |  |

| Turku 4 marzo 1965 | Polonia | 9 – 5 (4-0; 4-3; 1-2) | Ungheria |  |

| Rauma 4 marzo 1965 | Jugoslavia | 5 – 5 (1-1; 2-1; 2-3) | Regno Unito |  |

| Turku 5 marzo 1965 | Polonia | 5 – 3 (2-0; 0-1; 2-2) | Austria |  |

| Rauma 5 marzo 1965 | Jugoslavia | 2 – 8 (1-1; 0-2; 1-5) | Germania Ovest |  |

| Turku 6 marzo 1965 | Svizzera | 3 – 1 (0-0; 2-1; 1-0) | Ungheria |  |

| Rauma 6 marzo 1965 | Regno Unito | 4 – 12 (1-3; 3-4; 0-5) | Germania Ovest |  |

| Turku 7 marzo 1965 | Regno Unito | 4 – 5 (1-2; 1-1; 2-2) | Austria |  |

| Turku 7 marzo 1965 | Svizzera | 1 – 3 (1-1; 0-1; 0-1) | Polonia |  |

| Rauma 7 marzo 1965 | Jugoslavia | 0 – 3 (0-2; 0-0; 0-1) | Ungheria |  |

| Pori 8 marzo 1965 | Austria | 1 – 2 (0-0; 0-1; 1-1) | Germania Ovest |  |

| Pori 9 marzo 1965 | Svizzera | 3 – 3 (0-0; 2-1; 1-2) | Jugoslavia |  |

| Pori 9 marzo 1965 | Ungheria | 4 – 4 (2-0; 2-1; 0-3) | Germania Ovest |  |

| Rauma 9 marzo 1965 | Polonia | 11 – 2 (5-1; 4-0; 2-1) | Regno Unito |  |

| Pori 10 marzo 1965 | Jugoslavia | 5 – 6 (2-2; 1-1; 2-3) | Austria |  |

| Pori 11 marzo 1965 | Austria | 3 – 5 (2-1; 0-0; 1-4) | Ungheria |  |

| Pori 11 marzo 1965 | Polonia | 3 – 3 (1-0; 1-2; 1-1) | Germania Ovest |  |

| Rauma 11 marzo 1965 | Svizzera | 7 – 4 (0-3; 4-0; 3-1) | Regno Unito |  |

| Pori 12 marzo 1965 | Polonia | 4 – 1 (1-1; 0-0; 3-0) | Jugoslavia |  |

| Pori 12 marzo 1965 | Svizzera | 6 – 1 (2-1; 2-0; 2-0) | Germania Ovest |  |

| Rauma 12 marzo 1965 | Regno Unito | 5 – 1 (3-0; 1-0; 1-1) | Ungheria |  |

| Pos. |                | PG       | V        | N        | P        | GF       | GS       | DR       | Pt       |
| 1.   | Polonia        | 6        | 5        | 1        | 0        | 35       | 15       | +20      | 11       |
| 2.   | Svizzera       | 6        | 4        | 1        | 1        | 27       | 15       | +12      | 9        |
| 3.   | Germania Ovest | 6        | 3        | 2        | 1        | 30       | 20       | +10      | 8        |
| 4.   | Ungheria       | 6        | 2        | 1        | 3        | 19       | 24       | -5       | 5        |
| 5.   | Austria        | 6        | 2        | 0        | 4        | 21       | 28       | -7       | 4        |
| 6.   | Regno Unito    | 6        | 1        | 1        | 4        | 24       | 41       | -17      | 3        |
| 7.   | Jugoslavia     | 6        | 0        | 2        | 4        | 16       | 29       | -13      | 2        |
| 8.   | Romania        | Ritirata | Ritirata | Ritirata | Ritirata | Ritirata | Ritirata | Ritirata | Ritirata |

| Promossa nel Gruppo A:   | Polonia  |
| Retrocessa nel Gruppo B: | Norvegia |